# Лук ложножёлтый
Лук ложножёлтый (лат. Allium pseudoflavum) — многолетнее травянистое растение, вид рода Лук (Allium) семейства Луковые (Alliaceae).

## Распространение и экология
В природе ареал вида охватывает Малую Азию, Закавказье и северные районы Ирана.
Произрастает на сухих склонах.

## Ботаническое описание
Луковица яйцевидная, диаметром 0,75—1 см, наружные оболочки сероватые или буроватые, почти кожистые, с ясными параллельными жилками, оболочки замещающей луковицы с продольными жилками. Стебель высотой 10—25 см, на треть или реже до половины одетый шероховатыми, реже гладкими влагалищами листьев.
Листья в числе четырёх, нитевидные, шириной около 0,5 мм, полуцилиндрические, бороздчатые, по краю шероховатые или гладкие.
Чехол в полтора—три раза длиннее зонтика. Зонтик коробочконосный, немногоцветковый, пучковатый или чаще пучковато-полушаровидный. Цветоножки неравные в полтора—три, до пяти, раз длиннее околоцветника, при основании с прицветниками. Листочки эллиптически-колокольчатого околоцветника жёлтые, реже с розовым оттенком, длиной 4 мм, эллиптически-продолговатые, тупые, с закруглённой или, чаще, снабженной небольшим отогнутым остроконечием верхушкой, наружные лодочковидные, едва короче внутренних. Нити тычинок на четверть или чаще в полтора раза длиннее листочков околоцветника, на одну пятую между собой и с околоцветником сросшиеся, шиловидные, жёлтые; пыльники жёлтые. Столбик значительно выдается из околоцветника; завязь почты сидячая, шаровидная, шероховатая.
Створки коробочки округлые, неглубоко выемчатые, длиной 3,5 мм.

## Таксономия
Вид Лук ложножёлтый входит в род Лук (Allium) семейства Луковые (Alliaceae) порядка Спаржецветные (Asparagales).
|  |                                      |  |                                                             |                                                             |                   |  | ещё 24 семейства (согласно Системе APG II) | ещё 24 семейства (согласно Системе APG II) |                     |  |  |  | ещё более 870 видов |
|  |                                      |  |                                                             |                                                             |                   |  | ещё 24 семейства (согласно Системе APG II) | ещё 24 семейства (согласно Системе APG II) |                     |  |  |  | ещё более 870 видов |
|  |                                      |  |                                                             | порядок Спаржецветные                                       |                   |  |                                            |                                            | род Лук             |  |  |  |                     |
|  |                                      |  |                                                             | порядок Спаржецветные                                       |                   |  |                                            |                                            | род Лук             |  |  |  |                     |
|  | отдел Цветковые, или Покрытосеменные |  |                                                             |                                                             | семейство Луковые |  |                                            |                                            | вид Лук ложножёлтый |  |  |  |                     |
|  | отдел Цветковые, или Покрытосеменные |  |                                                             |                                                             | семейство Луковые |  |                                            |                                            |                     |  |  |  |                     |
|  |                                      |  | ещё 44 порядка цветковых растений (согласно Системе APG II) | ещё 44 порядка цветковых растений (согласно Системе APG II) |                   |  |                                            | ещё около 300 родов                        | ещё около 300 родов |  |  |  |                     |
|  |                                      |  |                                                             | ещё 44 порядка цветковых растений (согласно Системе APG II) |                   |  |                                            |                                            | ещё около 300 родов |  |  |  |                     |